# Chartreuse (liker)
 Ovo je članak o likeru Chartreuse. Za druga značenja pogledajte Chartreuse (razdvojba).
Liker Chartreuse francuski je liker koji je dostupan u zelenoj i žutoj verziji, a razlikuju se po okusu i udjelu alkoholi. Zeleni Chartreuse ima 55 % alkohola, dok je žuti blaži i ima 40 % alkohola. 

## Podrijetlo
Kartuzijanski redovnici ga izrađuju od 1737. prema uputama iz rukopisa koji im je 1605. dao maršal Francuske François Annibal d'Estrées, i koje se od tada čuvaju u tajnosti. Ime je dobio po samostanu Velika Kartuzija (La Grande Chartreuse), smještenom u planinaskom masivu Chartreuse, u regiji Grenobleu u Francuskoj.

## Povijest rukopisa
Ovaj je rukopis vjerojatno djelo alkemičara iz 16. stoljeća s velikim znanjem o ljekovitom bilju kombiniranog s vještinom miješanja, potapanja i omekšavanja 130 različitih vrsta od njih kako bi se stvorio savršeno uravnoteženi tonik. U ranom 17. stoljeću samo je nekoliko redovnika i još manje ljekara razumijevalo uporabu ljekovitog bilja u liječenju bolesti. Recept rukopisa je bio toliko složen da su u Vauvertu razumjeli i koristili samo njegove dijelove.
Početkom 18. stoljeća rukopis je poslan u Veliku Kartuziju gdje je pokrenuta iscrpna studija rukopisa. Samostanski ljekarnik, fra Jerome Maubec, konačno je 1737. razotkrio misteriju i iznio praktičnu formulu za pripremu eliksira.
Distribucija i prodaja ovog novog lijeka bila je ograničena. Jedan od redovnika Velike Kartuzije, fra Karlo, natovario bi mule malim bocama koje je prodavao u Grenoblu i drugim obližnjim selima.

## Proizvodnja
Danas, ovaj "eliksir dugog života", još uvijek prave samo kartuzijanski redovnici slijedeći taj drevni recept, a zove se Elixir Vegetal de la Grande-Chartreuse (Biljni eliksir iz Velike Kartuzije). Liker se proizvodi u njihovoj destileriji u obližnjem gradu Voiron (Isère (departman)). 
Ovaj "liker zdravlja" se sastoji od destiliranog vinskog alkohola u kombinaciji sa 130 gorskih ljekovitih trava, biljaka i cvjetova. To je jedan od nekolicine likera koji prcesom starenja u boci poboljšava svoj kvalitet.